# Präsidentschaftswahl in Tunesien 2019
Die Präsidentschaftswahl in Tunesien 2019 fand am 15. September und 13. Oktober statt. Der Jurist Kais Saied und der Medienunternehmer Nabil Karoui erhielten im ersten Wahlgang die meisten Stimmen und erreichten somit den zweiten Wahlgang. Laut dem vorläufigen Endergebnis siegte dort Saïed mit fast 73 % der Stimmen.

## Vorgeschichte
Die Präsidentschaftswahl 2014 war die erste freie Präsidentenwahl in Tunesien nach dem Sturz der Regierung Ben Ali im Arabischen Frühling 2011. Am 21. Dezember 2014 gewann der damals 87-jährige Beji Caid Essebsi von der Partei Nidaa Tounes die Stichwahl um das Präsidentenamt. Darüber hinaus war diese Wahl die erste Präsidentschaftswahl in der Geschichte Tunesiens, bei der eine Reihe von Wahldebatten stattfanden.
Ursprünglich war die Wahl 2019 für November terminiert, Essebsi starb jedoch am 25. Juli 2019, rund fünf Monate vor Ablauf seiner Amtszeit. Der Präsident der Volksrepräsentantenversammlung, Mohamed Ennaceur, übernahm das Amt kommissarisch, durfte aber laut Verfassung nur 90 Tage regieren.
Die Wahl der Volksrepräsentantenversammlung fand turnusgemäß am 6. Oktober 2019 statt.

## Wahlverfahren
Jeder Wähler hat eine Stimme. Erreicht kein Kandidat im ersten Wahlgang die absolute Mehrheit, gibt es eine Stichwahl der beiden Kandidaten, die im ersten Wahlgang die meisten Stimmen erhalten haben. Ein Kandidat muss am Tag der Kandidatur mindestens 35 Jahre alt sein. Er muss Muslim und tunesischer Staatsbürger sein. Nach einem am 18. Juni 2019 von der Volksrepräsentantenversammlung verabschiedeten Gesetz darf er im Jahr vor der Wahl nicht aus dem Ausland unterstützt worden sein, nicht vorbestraft sein und darf keine Wohltätigkeitsorganisation leiten.
Wähler mussten sich vor der Wahl registrieren lassen. Ihre Zahl lag über sieben Millionen.

## Kandidaten
26 Kandidaten, darunter sieben Unabhängige und 19 Kandidaten unterschiedlicher Parteien, wurden von der Wahlkommission zugelassen. 71 Bewerbern wurde die Teilnahme verweigert, unter ihnen dem homosexuellen Mounir Baatour, der der erste offen schwule Präsidentschaftskandidat in einem muslimisch geprägten Land gewesen wäre.

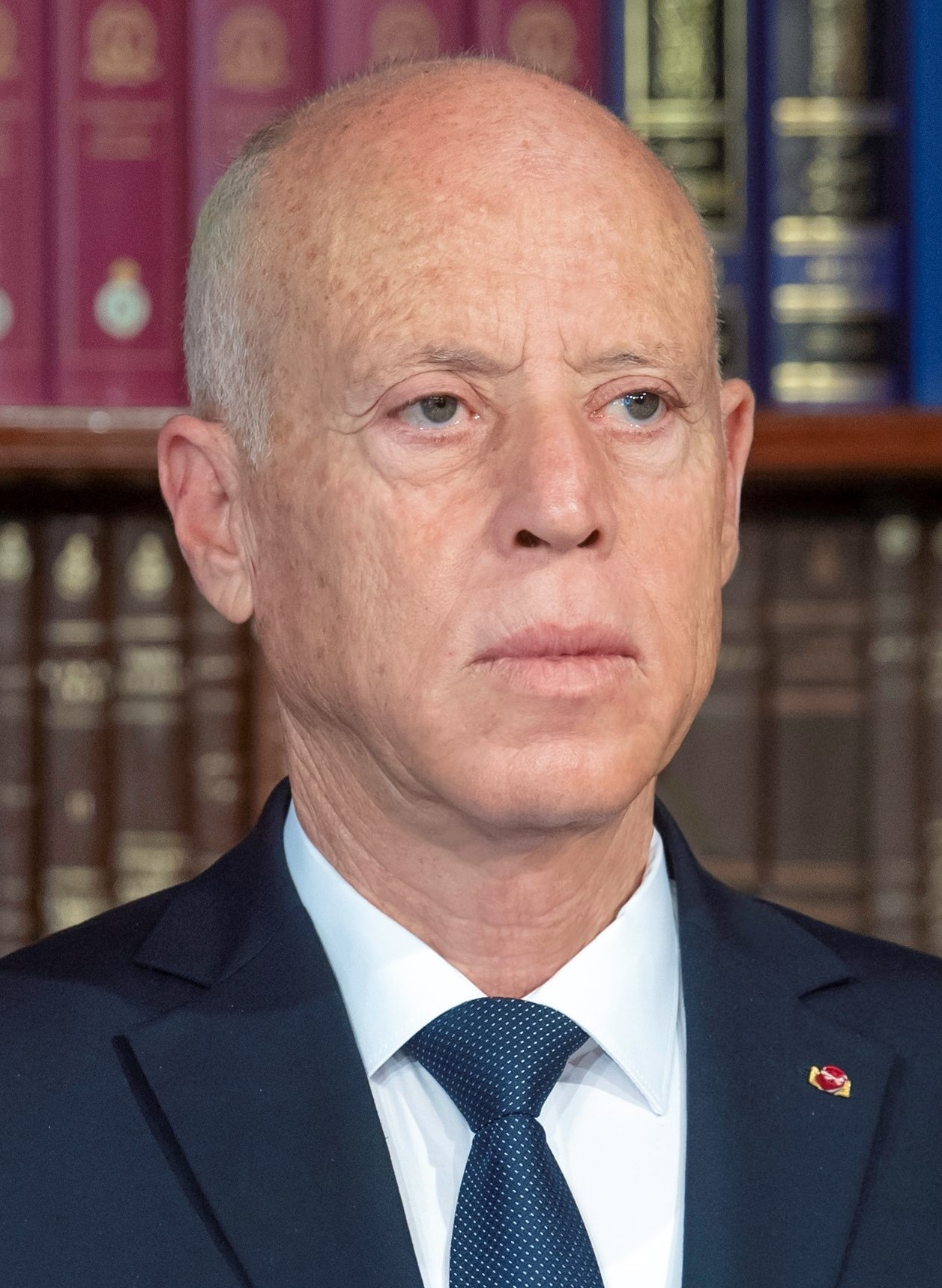
Kais Saied (2019)
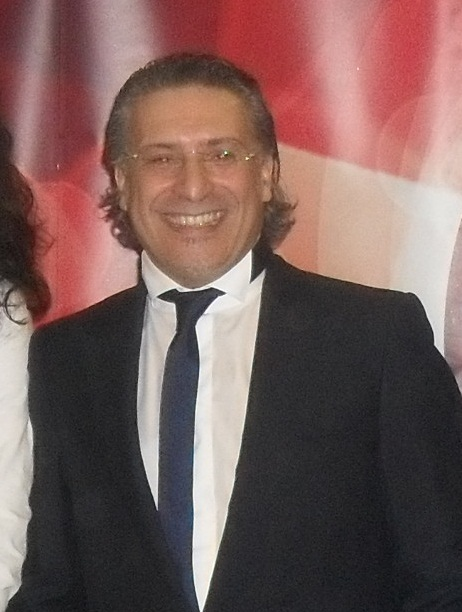
Nabil Karoui (2009)
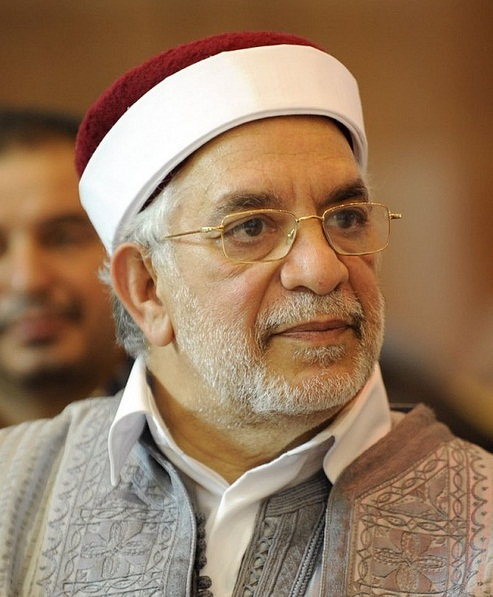
Abdelfattah Mourou (2014)
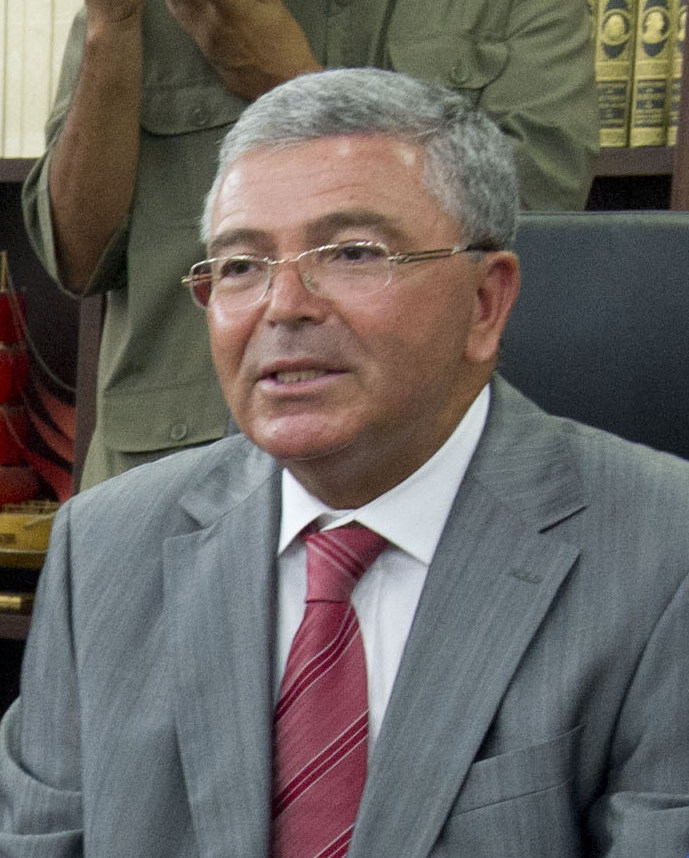
Abdelkrim Zbidi (2012)
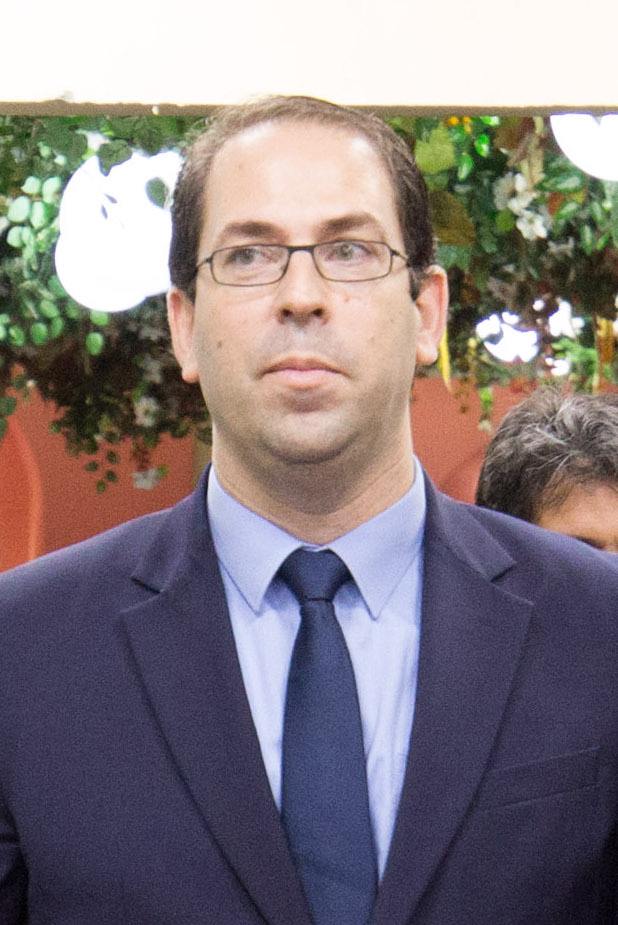
Youssef Chahed (2016)

Unter ihnen war Kais Saied (* 1958), der als Unabhängiger antrat. Er ist Professor für Verfassungsrecht und gilt als ultra-konservativ, etwa in Fragen der Homosexualität und Todesstrafe.
Der Geschäftsmann Nabil Karoui (* 1963) führt die 2019 gegründete Partei Qalb Tunis. Er führt das Unternehmen Karoui & Karoui World, dem unter anderem der Fernsehsender Nessma TV gehört. Außerdem führt er eine Wohltätigkeitsorganisation. Gegen Karoui wird seit 2016 wegen Geldwäsche und Steuerhinterziehung ermittelt. Am 8. Juli 2019 wurde er angeklagt; ab dem 23. August 2019 saß er in Untersuchungshaft.
Weitere Kandidaten waren Abdelfattah Mourou (* 1948, Ennahda) und Abdelkrim Zbidi (auch Abdelkarim Zbidi, * 1950, Unabhängiger, unterstützt von Nidaa Tounes).
Mit Youssef Chahed trat auch der amtierende Premierminister an. Selma Elloumi Rekik und Abir Moussi waren die einzigen Frauen unter den Kandidaten.

## Ergebnis des ersten Wahlgangs
Kais Saied erhielt nach vorläufigen Ergebnissen 620.711 Stimmen und damit 18,4 % der Stimmen, Nabil Karoui 525.517 Stimmen und 15,6 %. Es folgten Abdelfattah Mourou mit 12,9 % und Abdelkrim Zbidi mit 10,7 %. Die fünftmeisten Stimmen erhielt Youssef Chahed. Die Wahlbeteiligung betrug etwa 45 %.
Das Ergebnis wurde von Kommentatoren als „Sieg zweier Außenseiter“ bezeichnet.
Nabil Karoui wurde von den Justizbehörden auch mehrere Wochen nach dem ersten Wahlgang eine Freilassung aus dem Gefängnis verweigert; erst wenige Tage vor der Stichwahl wurde er aus der Untersuchungshaft entlassen.

## Stichwahl
Das Datum der Stichwahl war anfangs unklar, da es Einsprüche unterlegener Kandidaten gegen das vorläufige Ergebnis der ersten Runde hätte geben können. Die Wahlkommission setzte es Ende September auf den 13. Oktober 2019 fest.
Saied erhielt in der Stichwahl 2.777.931 Stimmen und damit 72,71 %, Karoui 1.042.894 Stimmen und 27,29 %. Die Wahlbeteiligung betrug 56,8 % und lag damit höher als im ersten Wahlgang.